# Барбизонска школа
Барбизонска школа је била уметничка колонија која се средином 19. века настанила у француском селу Барбизону у Фонтенблоовској шуми. Циљеви сликара који су тамо живели били су напуштање класицизма који је тада владао у сликарству и настојање да се природа прикаже реалистички по узору на Џона Констабла и енглеско пејзажно сликарство. Због тога су радили студије у природи (сликарство у природи) при чему је велику улогу имало . Супротно импресионистима чији су претече били, уметници из ове колоније одбили су модерни развој индустрије.

## Историја
Барбизонска школа је добила име по селу Барбизон код Фонтенблоа, где је током неколико деценија 19. века радила група француских сликара, који су напустили до тада уобичајен начин сликања у атељеу и почели да раде директно у природи. Почеци овог покрета датирају из 1830. године; пошто је покрет формиран као школа, трајао је отприлике до 1875. односно до афирмације импресионизма.
Барбизонска школа је настала као реакција на традиционално академско сликарство пејзажа, наслеђено из 18. века. У периоду Давидовог класицизма и његових следбеника, у сликарству доминира проблем фигуралне композиције, а пејзаж је занемарен и обрађен схематски. Романтизам, који се супротстављао академским класицистичким формулама, дао је подстрек сликарима да приступе новим темама и новом начину обраде у пуној стваралачкој слободи. У то време (1824.) у Паризу је одржана прва изложба енглеских сликара Џона Констабла, Ричарда Паркса Бонингтона и Коплија Филдинга, који су својим пејзажима насталим директно у природи, пуним светлости и атмосфере, отворили очи младим француским сликарима о лепоти и сликовитом богатству својих домаћих пејзажа. Током овог периода мења се и друштвена структура средине. Долази до периода успона грађанске класе, која одбацује уметничку  помпу империје и рестаурације. Нови грађани су склонији уметности која им пружа аспекте стварности и садашњости, а ови мотиви неминовно усмеравају уметнички израз ка реализму. У извесном смислу, Барбизонци тек наслућују реализам; у свом култу природе траже поетска и идилична расположења, њихова палета је углавном затворена и сужена реминисценцијама на избледеле скале холандских пејзажиста 17. века. Ипак, колоризам француских романтичара и поменутих енглеских пејзажиста постепено се одразио на фактури њихових слика.
Оснивач ове школе је био Теодор Русо, који је долазио у Барбизон 1830. и ту се настанио 1847. године; сликао је мотиве из шуме Фонтенбло и њених пропланака, групе дрвећа и разливене воде. Близак је сликарима пејзажа као што су Жил Дипре (Jules Dupré; 1811–1889), Нарцис Дијаз де ла Пена (Narcisse Diaz de la Pena; 1807–1876) и Шарл Франсоа Добињи, и анималиста Констан Троајон. Паралелно са сликарима Барбизонске школе, Жан Франсоа Мије развија свој реалистички израз, а Камиј Коро остварује својеврстан интимни пејзаж у пуној лепоти усклађених сребрних тонова. 
Барбизонска школа значајно је утицала на развој европског пејзажног сликарства у 19. веку. Она је у ствари прави зачетник пленеристичког сликарства које је својим нагласком на колористичком моменту претходило импресионизму.

## Главни представници
Представници Барбизонске школе које је одликовао сопствени стил:
- Камиј Коро,
- Шарл-Франсоа Добињи,
- Жан-Франсоа Мије,
- Теодор Русо и
- Констан Троајон.